# 保羅·麥克金
保羅·麥克金（英語：Paul McGinn；1990年10月22日—）是一位蘇格蘭足球運動員。在場上的位置是後衛。他現在效力於蘇格蘭足球超級聯賽球隊马瑟韦尔。